# Dick Motta
John Richard "Dick" Motta ( Midvale, Utah; 3 de septiembre de 1931) es un exentrenador de baloncesto estadounidense con una trayectoria de 25 años en los banquillos de la NBA. Conocido por su fuerte temperamento y sus excentricidades, Motta era un efectivo estratega que conocía a la perfección como sacar el máximo rendimiento de sus jugadores.
Tras seis años en la Universidad de Weber State, firmó en 1968 con Chicago Bulls. Desde 1970 a 1974 guio a los Bulls a temporadas de 50 o más victorias, ganando el trofeo al mejor Entrenador del Año de la NBA en 1971.
En 1976, Motta dejó los Bulls para fichar por Washington Bullets, con los que ganó el anillo de campeón en 1978. Tras dos temporadas más con los capitalinos, su nuevo destino sería Dallas Mavericks, dónde logró un récord de 55-27 en la temporada 1986-87.
Antes de retirarse en 1997, entrenó también a Sacramento Kings y Denver Nuggets.

## Trayectoria
- Grace Junior H.S.  (1954-1955)
- Grace High School (1955-1960)
- Weber Junior College (1960-1962)
- Universidad de Weber State (1962-1968)
- Chicago Bulls (1968-1976)
- Washington Bullets (1976-1980)
- Dallas Mavericks (1980-1987)
- Sacramento Kings (1990-1991)
- Dallas Mavericks (1994-1996)
- Denver Nuggets (1996) (Ayudante)
- Denver Nuggets (1996-1997)